# Felix Schneider (Koch)
Felix Schneider (* 1985 in Nürnberg) ist ein deutscher Koch.

## Werdegang
Nach dem Abitur absolvierte Schneider 2005 die Ausbildung zum Koch und arbeitete als Demichef de Partie im Hotel Burg Wernberg bei Thomas Kellermann in Wernberg-Köblitz (ein Michelinstern). Dann kochte er im Restaurant Aumers la Vie in Nürnberg, später als Küchenchef; das Restaurant wurde 2014 mit einem Michelinstern ausgezeichnet.
2010 fing Felix Schneider an, Tomaten anzubauen und sich für alte Obst- und Gemüsesorten zu interessieren; er sammelt Wildpflanzen, Pilze und Kräuter und prägt damit die Aromatik und Texturen seiner Küche.
Von Oktober 2015 bis März 2021 war er Küchenchef im Restaurant Sosein in Heroldsberg, das 2016 mit einem Michelinstern und 2019 zwei Michelinsternen ausgezeichnet wurde. Im Frühjahr 2021 schloss das Sosein.
Im September 2021 eröffnete er sein Restaurant Etz in Nürnberg vorübergehend als Pop-Up-Restaurant; es wurde im März 2022 mit zwei Michelinsternen ausgezeichnet. Am 7. Mai 2022 zieht das Restaurant an seinen dauerhaften Ort um. Der Name Etz bedeutet „Jetzt“ auf fränkisch.
Schneider arbeitet eng mit ausgewählten Bauern zusammen, baut Gemüse im eigenen Garten in Nürnberg Buch an und sammelt Zutaten in der Natur; oft verwendet er die Fermentation von Zutaten.

## Auszeichnungen
- 2014: Ein Stern im Guide Michelin für das Restaurant Aumers la Vie
- 2016: Ein Stern im Guide Michelin 2017 für das Restaurant Sosein
- 2016: 17 Punkte und Neuentdeckung des Jahres im Gault Millau[9]
- 2019: Zwei Sterne im Guide Michelin 2019 für das Restaurant Sosein[10]
- 2020: Koch des Jahres des Magazins Der Feinschmecker
- 2022: Zwei Sterne im Guide Michelin 2022 für das Restaurant Etz[4]